# Diphascon puniceum
Diphascon puniceum är en djurart som tillhör fylumet trögkrypare, och som först beskrevs av Jennings 1976.  Diphascon puniceum ingår i släktet Diphascon och familjen Hypsibiidae. Inga underarter finns listade i Catalogue of Life.